# Dorfkirche Steffenshagen (Pritzwalk)

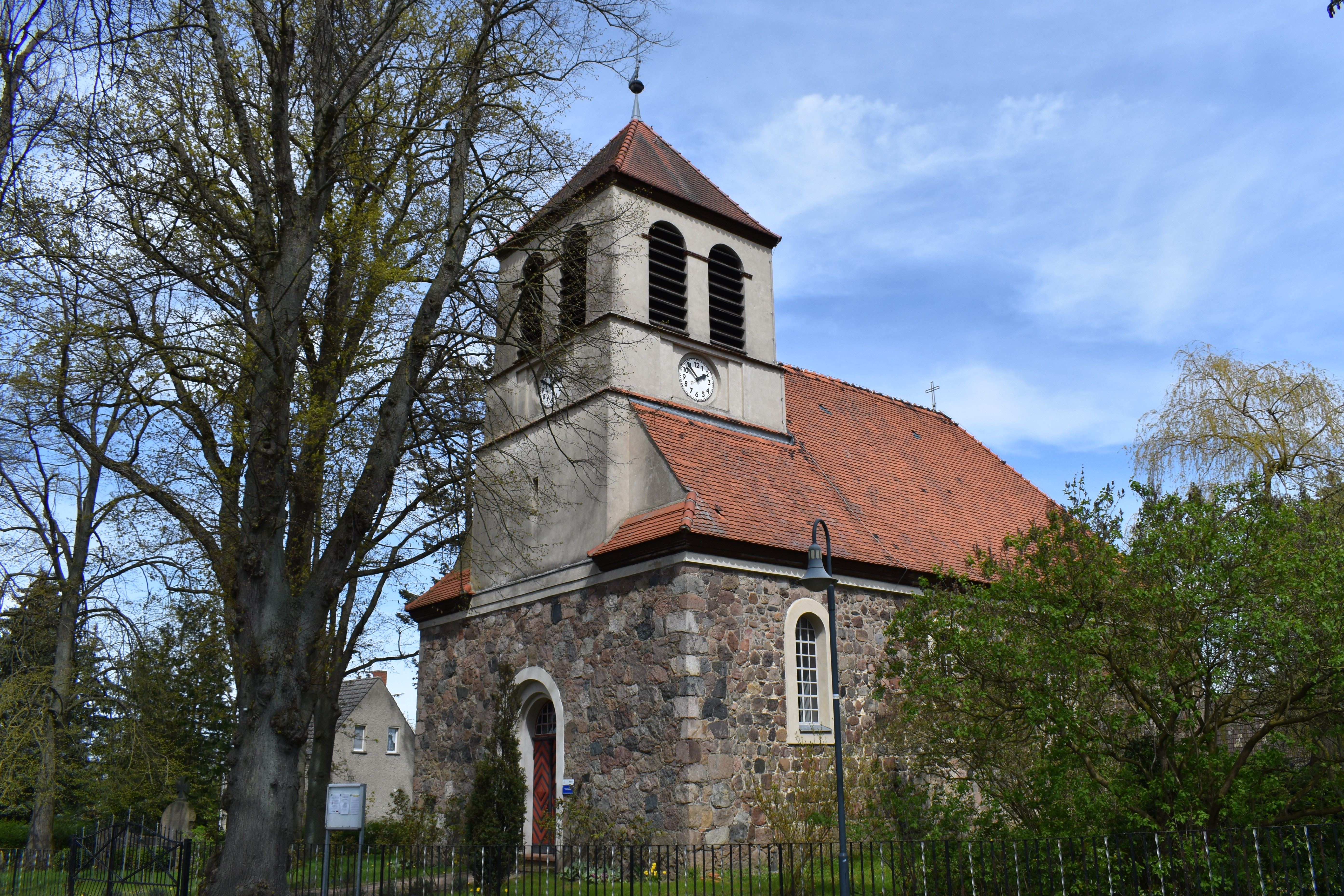
Dorfkirche (2023)

Die denkmalgeschützte Dorfkirche in Steffenshagen (Pritzwalk) ist ein Saalbau, dessen Kern aus dem 14. Jahrhundert stammt. Die Feldsteinkirche erlebte mehrere Brände und ist geprägt durch den eklektizistischen Wiederaufbau von 1920 bis 1922 nach Entwurf des Berliner Architekten Curt Steinberg. Im Inneren ist die Kirche mit Rankenmalerei von Robert Sandfort ausgemalt. Sowohl die Orgel (Alexander Schuke, 1921) als auch die Turmuhr (J. F. Weule, 1921) sind eigene denkmalgeschützte Teilobjekte. 
Die evangelische Gemeinde gehört zur Gesamtkirchengemeinde Region Pritzwalk des Kirchenkreises Prignitz, Sprengel Potsdam der Evangelischen Kirche Berlin-Brandenburg-schlesische Oberlausitz. 

## Lage

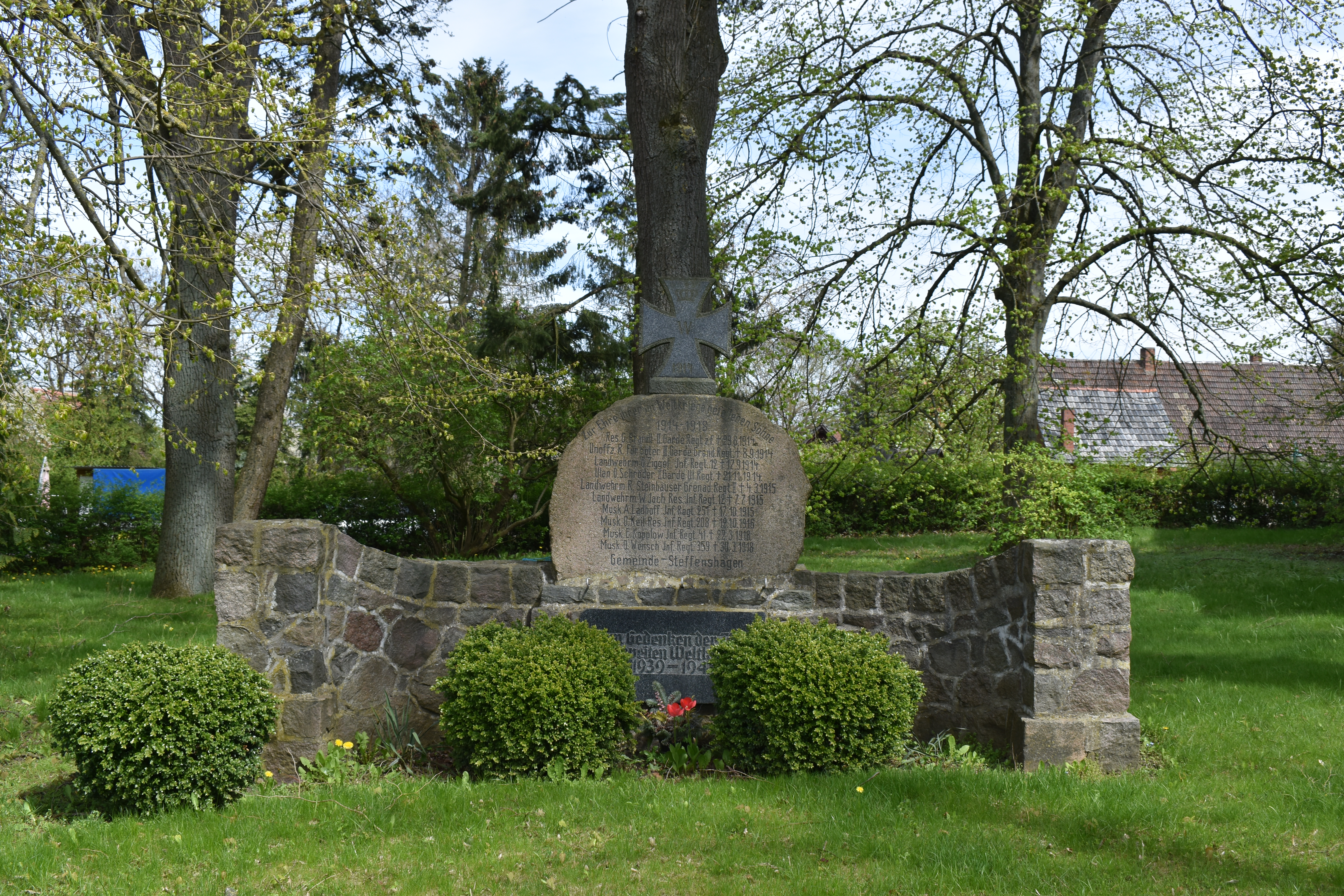
Weltkriegsdenkmal (2023)

Die Kirche liegt an der Dorfstraße in der Mitte des Dorfes Steffenshagen, auf der westlichen Seite der Fahrbahn.
Auf der Nordseite steht ein Gefallenendenkmal mit Widmungen für beide Weltkriege, wobei der Stein für die Opfer des Zweiten Weltkriegs jüngeren Ursprungs ist als der Rest. 
Dahinter befindet sich, in Gedenken an den 100. Todestag der preußischen Königin Luise, eine Luisenlinde. Der anstehende Widmungsstein trägt die Inschrift: „Luisen-Linde 1810–1910“.

## Geschichte

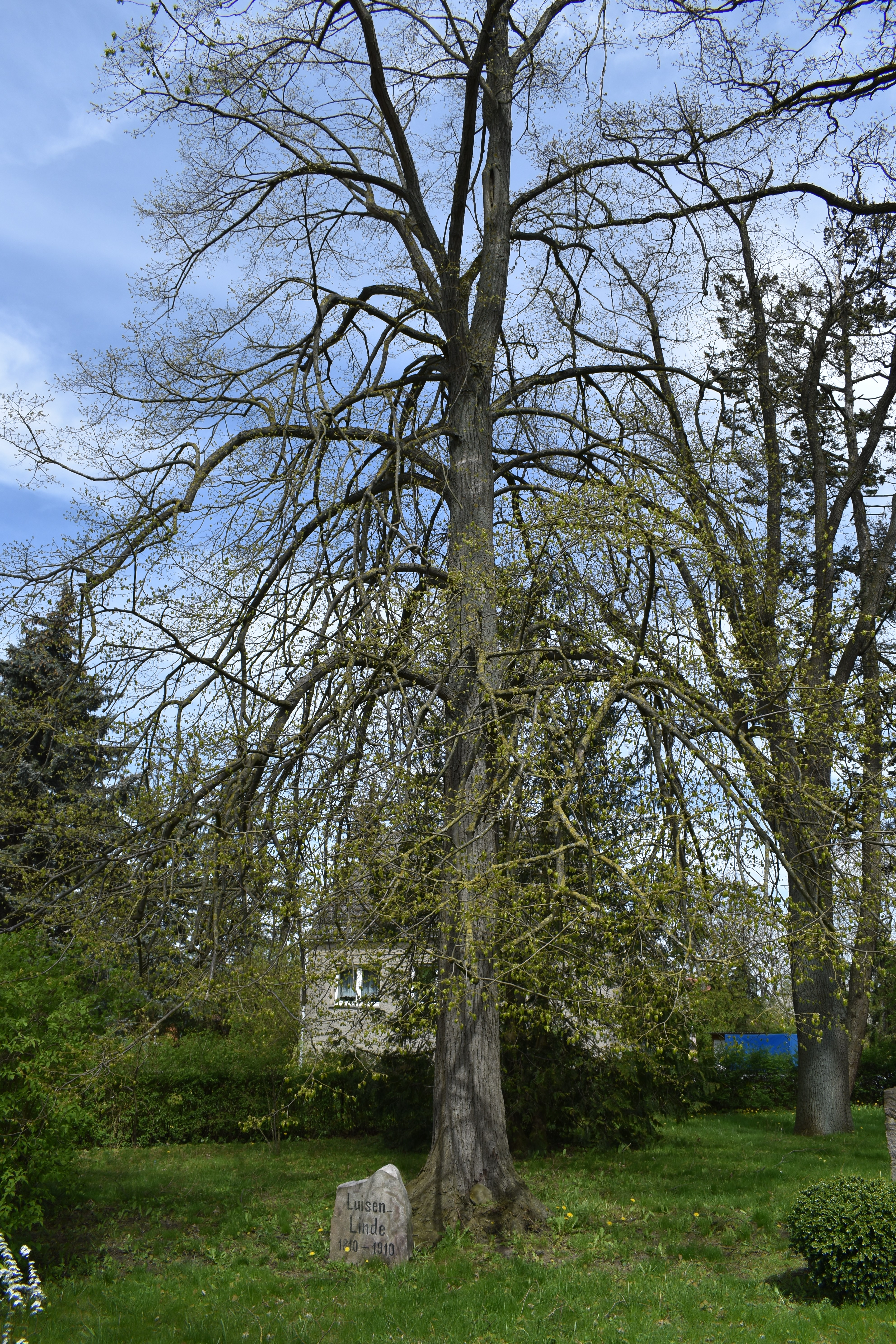
Luisenlinde (2023)

Während die erste schriftliche Erwähnung des Ortes als Steuinshagin bereits auf 1325 datiert, ist die Kirche frühestens 1435 zum ersten Mal bezeugt.
Der Bau des Gebäudes liegt dennoch wahrscheinlich in der zweiten Hälfte des 13. Jahrhunderts bis ersten Hälfte des 14. Jahrhunderts, relativ sicher aber grundsätzlich spätestens im 14. Jahrhundert.
Ein Brand infolge eines Blitzschlags 1859 beschädigte die Kirche merklich. Im Jahr 1860 wurde sie wieder aufgebaut. Dabei entschied man sich für eine Vergrößerung der Fenster und gestaltete sie im Stil der Neuromanik. Dagegen wurden die früheren Eingänge zugesetzt und der Zugang nun durch einen südöstlichen Anbau ermöglicht. Über einer flachen Holzbalkendecke schloss der Bau mit einem einfachen Satteldach inklusive Giebelreiter ab.
Am 2. Juni 1917 war es erneut ein Blitzeinschlag (in den Turm), der die Kirche ausbrennen ließ. Lediglich die äußeren Mauern blieben erhalten sowie wenige Ausstattungsteile, darunter ein Kruzifix aus Eisen sowie die Altarleuchter. Daraufhin wurde Curt Steinberg – zu diesem Zeitpunkt Leiter des Kirchlichen Bauamtes – mit dem Wiederaufbau der Kirche beauftragt. Er schuf den Entwurf und übernahm die Bauleitung. Im Zuge dessen erhielt der Kirchbau im Westen erstmals einen Turm aus Stein und die gesamte zugehörige Wand wurde neugestaltet. Nun führte das Portal wieder im Westen in die Kirche hinein. Innen wurde ein Muldengewölbe mit Hängewerk eingezogen und die Ausstattung wurde durchgängig neobarock gehalten. Robert Sandfort war für die Ausmalung (1921) zuständig, wobei er mit Unterstützung weiterer Maler arbeitete. Der Wiederaufbau fand erst von 1920 bis 1922 statt, weil sich die Finanzierung kriegsbedingt verzögert hatte.
Die jüngsten Sanierungen erfolgten ab 2015, beginnend mit der Begasung gegen Befall durch den Holzwurm, einer Erneuerung des Dachs und Sicherung mit einem Ringanker. Das Kirchenschiff erhielt einen neuen Bodenbelag und die Podestdielen des Gestühls sowie die Eingangstür wurden erneuert. Weiterhin wurde die Ausmalung Sandforts gereinigt und die übrigen Wände erfuhren einen frischen Anstrich. Daraufhin konnte die Dorfkirche im September des Jahres 2019 wiedereröffnet werden.

## Beschreibung

### Kirche

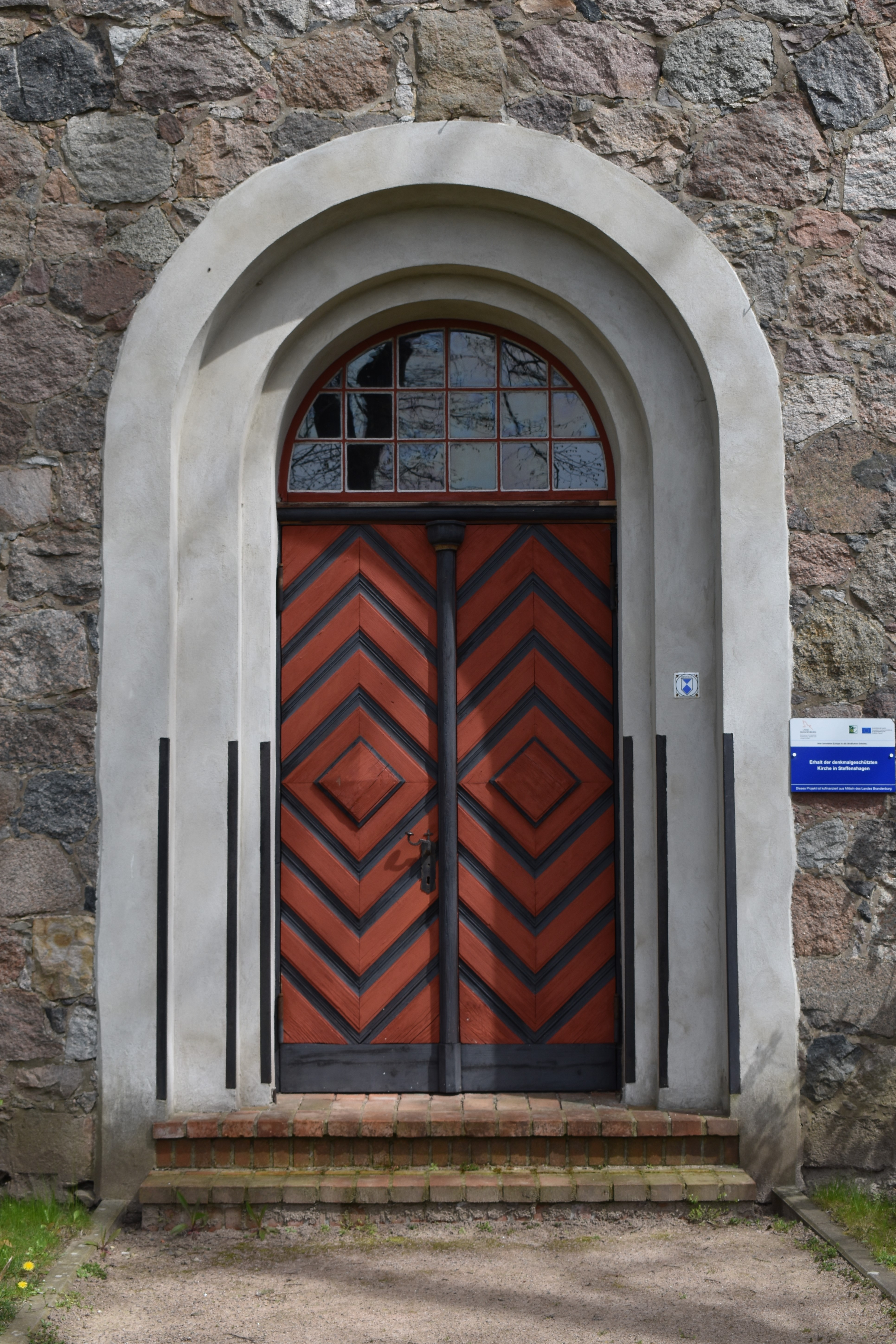
Zugangsportal (2023)

#### Architektur
Es handelt sich um eine massiv gebaute Feldsteinsaalkirche mit einer Kombination aus Sattel- und Walmdach. So ist der Walm auf der Ostseite vollständig ausgeführt, während er im Westen nur angedeutet ist. Der verputzte Turm sitzt im Westen auf dem Dach auf. Oben schließt er mit einem Pyramidendach ab. An den Längsseiten sind jeweils drei Rundbogenfenster angebracht. Das Innere der Kirche besteht aus einem hölzernen Muldengewölbe, eine Sonderform des Tonnengewölbes, mit Hängewerk. In Form eine Konche wölbt sie sich Chor über dem Kanzelaltar. Das Kirchenschiff wird durch zwei Querbalken dreigeteilt. Geschnitzte Hängesäulen schaffen die Verbindung zur Decke.

#### Ausstattung und Ausmalung
Die Decke ist mit Akanthus-Rankenmalerei von Robert Sandfort ausgemalt, wobei keine Schablonen genutzt worden sind, in Weiß und Grau auf rotem Grund mit Blüten und Fruchtständen. An der Nordwand ist ein mittelalterliches Weihekreuz zu sehen. Hinter dem Altar an der Ostwand ist eine gemalte vorhangartige Fläche, von außen nach innen: Rahmen aus Akanthusblättern, florale Girlande und zentral ein Schriftfeld mit einem Zitat aus dem ersten Korintherbrief: „Einen anderen Grund kann niemand legen außer dem der gelegt ist welcher ist Jesus Christus“.
Die übrige Ausstattung ist im neobarocken Stil gehalten und geprägt vom Akanthusmotiv. Dazu gehört eine Westempore mit Orgel (Prospekt hinter der Empore an der Wand angebracht), eine Taufe sowie ein hölzerner Kanzelaltar. Flankiert wird der Kanzelkorb von zwei schmalen Säulen mit Akanthuskapitellen.

### Orgel
Die Orgel besitzt ein einmanualiges Werk mit fünf Registern, ist jedoch nicht mehr spielbar. Sie wurde 1921/ 1922 von der Firma Alexander Schuke Potsdam Orgelbau geschaffen und trägt die Opus-Nummer 100.

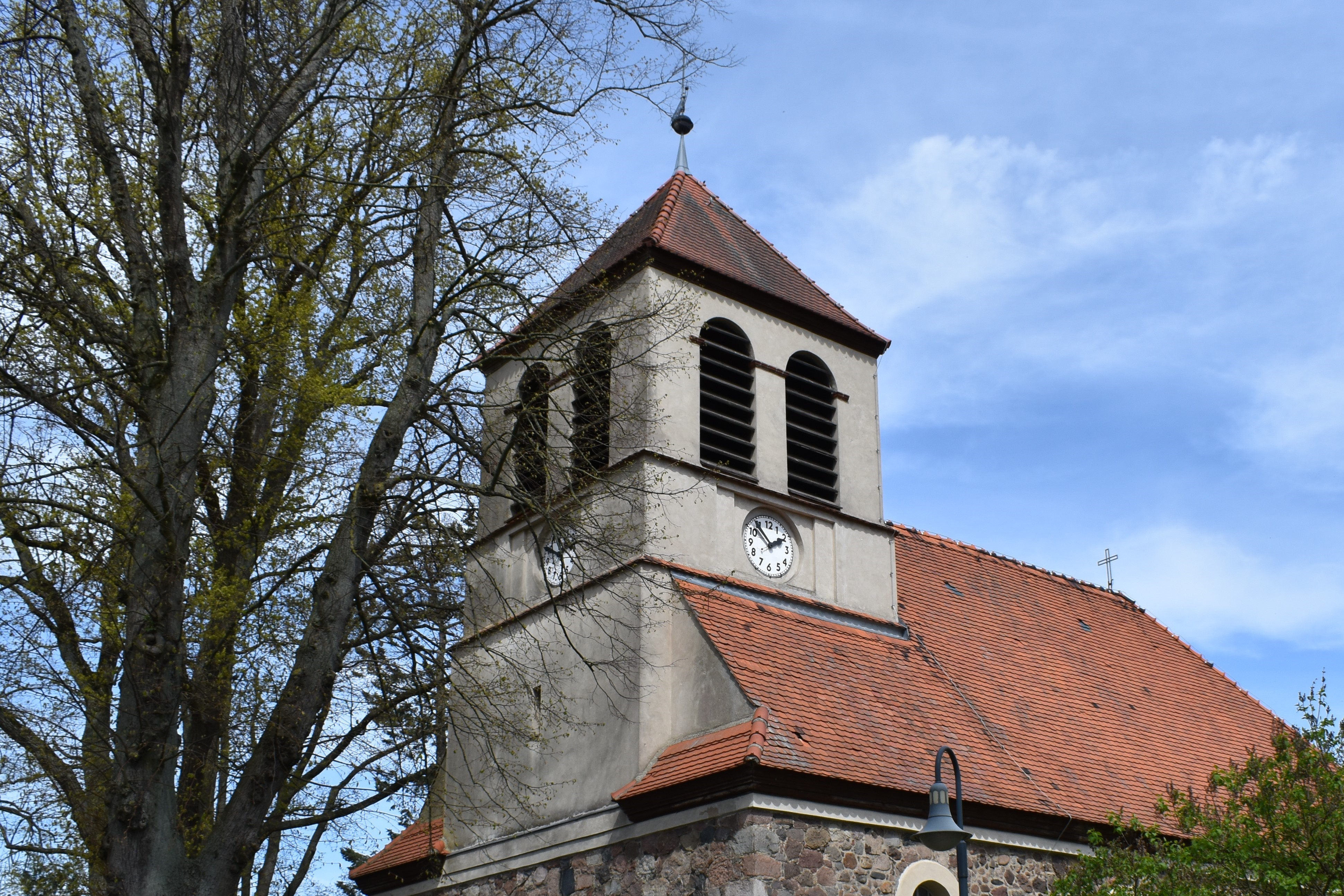
Zoom auf den Turm mit Turmuhr (2023)

### Turmuhr
Aus derselben Zeit (1921) stammt die Turmuhr von der Turmuhrenfabrik und Glockengießerei J. F. Weule aus Bockenem im Ambergau.

## Nutzung
Die evangelische Gemeinde gehört zur Gesamtkirchengemeinde Region Pritzwalk des Kirchenkreises Prignitz, Sprengel Potsdam der Evangelischen Kirche Berlin-Brandenburg-schlesische Oberlausitz.
Neben Gottesdiensten wird das Gebäude für kulturelle Veranstaltungen genutzt. Dazu gehören Konzerte, Ausstellungen und Vorträge. Der Heimatverein Steffenshagen kümmert sich um Veranstaltungen rund um die Kirche und setzt sich für den Erhalt des Gebäudes ein.

## Auszeichnungen
- Dorfkirche des Monats November 2012 des Förderkreises Alte Kirchen Berlin-Brandenburg e.V.[9]